# 311
311（三百十一、さんびゃくじゅういち）は自然数、また整数において、310の次で312の前の数である。 

## 性質
- 311は64番目の素数であり、1つ前は307、次は313。
  - 約数の和は312。
- 311と313は20番目の双子素数である。1つ前は (281, 283) 、次は (347, 349) 。
- 十進表記において桁を逆に並べても素数となる16番目のエマープである。 1つ前は199、次は337。
  - 3,1,1 からできるどの3桁の整数もすべて素数となる17番目の数である。1つ前は199、次は337。(オンライン整数列大辞典の数列 A003459)
  - 各桁の並び順を変えないで入れ替えてできる数がすべて素数となる18番目の数である。1つ前は199、次は337。(オンライン整数列大辞典の数列 A068652)
- 16番目の非正則素数である。1つ前は307、次は347。
- 1と3を使った5番目の素数である。1つ前は131、次は313。(オンライン整数列大辞典の数列 A020451)
  - a = 3 、b = 1 のときの ab…b の形で表せる30番目の素数である。1つ前は277、次は433。(オンライン整数列大辞典の数列 A061022)
  - 31…1 の形の2番目の素数である。1つ前は31、次は311111。(オンライン整数列大辞典の数列 A068813)
- 末尾の2桁が11の3番目の素数である。1つ前は211、次は811。(オンライン整数列大辞典の数列 A167442)
- 311 = 311 + 0 × ω (ωは1の虚立方根)
  - a + 0 × ω (a > 0) で表される34番目のアイゼンシュタイン素数である。1つ前は293、次は317。
- 311 = 311 + 0 × i (iは虚数単位)
  - a + 0 × i (a > 0) で表される34番目のガウス素数である。1つ前は307、次は331。
  - ガウス素数かつアイゼンシュタイン素数である16番目の素数。1つ前は263、次は347。
- 17番目の 8n − 1 型の素数である。この類の素数は x2 − 2y2 と表せるが、311 = 192 − 2×52 である。1つ前は271、次は359。
- 3連続素数の和で表せる26番目の数である。1つ前は301、次は319。
311 = 101 + 103 + 107
  - 3連続素数和が素数となる16番目の数である。1つ前は269、次は349。
- 5連続素数の和で表せる16番目の数である。1つ前は287、次は331。
311 = 53 + 59 + 61 + 67 + 71
  - 5連続素数和が素数となる9番目の数である。1つ前は263、次は331。
- 7連続素数の和で表せる11番目の数である。1つ前は281、次は341。
311 = 31 + 37 + 41 + 43 + 47 + 53 + 59
  - 7連続素数和が素数となる5番目の数である。1つ前は281、次は401。
- 11連続素数の和で表せる5番目の数である。1つ前は271、次は353。
311 = 11 + 13 + 17 + 19 + 23 + 29 + 31 + 37 + 41 + 43 + 47
  - 11連続素数和が素数となる3番目の数である。1つ前は271、次は353。
- 1/311 は循環節の長さ155の循環小数である。
  - 逆数が循環小数になる数で循環節が155になる最小の数である。次は622。
  - 循環節が n になる最小の数である。1つ前の154は463、次の156は3121。(オンライン整数列大辞典の数列 A003060)
- 6番目の2の累乗数番目の素数である。1つ前は131、次は719。（オンライン整数列大辞典の数列 A33844）
- 各位の和が5になる17番目の数である。1つ前は302、次は320。
  - 各位の和が5になる数で6番目の素数である。1つ前は131、次は401。(オンライン整数列大辞典の数列 A062341)
  - 素数において各位の和が素数になる36番目の数である。1つ前は283、次は313。
- 各位の積が3になる6番目の数である。1つ前は131、次は1113。(オンライン整数列大辞典の数列 A034050)
  - 各位の積が3になる数で6番目の素数である。1つ前は131、次は11113。(オンライン整数列大辞典の数列 A107689)
- 31の約数 1,31 を降順に並べた数である。n の約数を降順に並べた数とみたとき1つ前の30は30151065321、次の32は32168421。(オンライン整数列大辞典の数列 A176558)

## その他 311 に関連すること
- 道路標識311は、指定方向外進行禁止。
- 311系の鉄道車両。
  - JR東海311系電車
  - 西武311系電車
- スケールド・コンポジッツ モデル311 ヴァージン・アトランティック グローバルフライヤーは、長距離飛行記録挑戦用航空機。
- 第311列車
  - 1945年（昭和20年）当時長崎本線（6:40鳥栖発、11:10長崎着）で運行された旅客列車。[1] 8月9日の長崎原爆の際には、空襲警報による遅延と上り列車行き合いのため長与駅で停車中であった（定刻どおりの運行であれば、11:02頃は爆心地付近を通過している予定であった）。後に、救援列車第一号となる[2]。
  - 1988年（昭和63年）3月24日の上海列車事故での被災列車の一方。日本人の修学旅行生が多数被災した。
- 3-1-1 は、北米のいくつかの自治体での緊急時以外の行政サービスの電話番号。
- CQ 311は、中華人民共和国のアサルトライフル。
- ニコラス (USS Nicholas, DD-311) は、アメリカ海軍の駆逐艦。
- ケプラー (USS Keppler, DE-311) は、アメリカ海軍の護衛駆逐艦。（未建造）
- アーチャーフィッシュ (USS Archer-fish, SS/AGSS-311) は、アメリカ海軍の潜水艦。
- 年始から数えて311日目は11月7日、閏年は11月6日。
- 311は、アメリカ合衆国のミクスチャー・ロックバンド。
- 311（または3.11）
  - 2004年3月11日に起こったマドリード列車爆破テロ事件の俗称の一つ。
  - 2011年3月11日に発生した東日本大震災の俗称の一つ。
  - カレンダーの数をMMDDの形(Month,Day)で表したとき12番目の素数である。(ただし閏年は13番目)このような素数は58個ある。(ただし閏年は59個)(参照オンライン整数列大辞典の数列 a131687)
- 南三陸311メモリアル